# ティトゥス・ルクレティウス・トリキピティヌス
ティトゥス・ルクレティウス・トリキピティヌス（Titus Lucretius Tricipitinus）は共和政ローマ初期の政治家・軍人。

## 経歴
紀元前508年と紀元前504年の二度、執政官（コンスル）を務めた。何れの場合も同僚執政官はプブリウス・ウァレリウス・プブリコラであった。
ティトゥス・リウィウスによると、紀元前508年、ローマはクルシウム王ラルス・ポルセンナに包囲された。プブリコラはエトルリア軍に偽情報を与え、自ら囮として出撃した。他方、トリキピティヌスは別働隊を率いて別の城門から出撃し、その兵を隠していた。エトルリア軍主力が野営地を出てプブリコラに向かうと、トリキピティヌスは野営地を急襲、さらに出撃していたローマ軍も加わり、クルシウム軍に大勝した。
紀元前505年、ローマ王タルクィニウス・スペルブスの子セクストゥス・タルクィニウスはサビニ人に対して、ローマに王政を復活させるべきと説いた。サビニはローマを攻撃するが敗北した。翌年には両者の対立がさらに高まった。プブリコラが4回目、トリキピティヌスが2回目の執政官となるが、リウィウスによると、サビニの緊張の高まりが、彼ら経験を有する執政官の選出につながった。サビニ軍はタルクィニウスを総司令官としてローマに向けて進軍し、ローマ近郊のフィデナエもこれに呼応した。ハリカルナッソスのディオニュシオスによると、タルクィニウスはプブリコラの野営地に対して夜襲をかけ、トリキピティヌスにはフィデナエ軍が対処すること計画していたが、この計画はローマ軍に漏れていた。野営地に侵入したサビニ兵は待ち構えていたローマ兵に殺傷された。奇襲が失敗したことを知ったサビニ兵は武器を捨て逃げ出した。これを見たトリピティヌスは騎兵を出撃させ、待ち伏せしていたフィデナエ兵を撃破した。歩兵が続き、フィデナエ兵は虐殺された。サビニ兵は武器を捨てて個々に逃れていった。サビニ兵は13,500が戦死し、4,200が捕虜となった。リウィウスは、両執政官ともに凱旋式を実施したとする。しかし凱旋式のファスティにはプブリコラの名前があるのみである。
トリキピティヌスに対する記録は一部は伝説的なものと思われる。

## 参考資料
- ティトゥス・リウィウス『ローマ建国史』
- ハリカルナッソスのディオニュシオス『ローマ古代誌』